# النشيد الوطني لجمهورية الصين
تم اعتماد النشيد الوطني لجمهورية الصين في العام 1937. بقي هذا النشيد مستخدماً من قبل حكومة جمهورية الصين في تايوان، ولكن في بر الصين الرئيسي تم اعتبار هذا النشيد كنشيد تاريخي وتم استخدام سير المتطوعين كنشيد رسمي في جمهورية الصين الشعبية.
كلمات النشيد مقتبسة من خطاب لسون يات سين ألقاه في العام 1924، من خلال نشيد الحزب القومي الصني (الكومينتانغ) في العام 1937. كلمات النشيد متعلقة بكيفية تحقيق رؤية وتطلعات الأمة الجديدة وشعباها والحفاظ عليهم.